# Purpuradusta minoridens
Purpuradusta minoridens, tên tiếng Anh: Small-toothed Cowry, là một loài tropical ốc biển, là động vật thân mềm chân bụng sống ở biển trong họ Cypraeidae.
Vỏ của loài này có màu trắng với các chấm màu vàng da cam, và nó có một đầu màu đỏ-tím. Loài này được tìm thấy trong Philippines, Tây Nam Thái Bình Dương; Nhật Bản, Samoa và Đông Nam châu Phi.